# Arces-Dilo
Arces-Dilo – miejscowość i gmina we Francji, w regionie Burgundia-Franche-Comté, w departamencie Yonne.
Według danych na rok 1990 gminę zamieszkiwały 513 osoby, a gęstość zaludnienia wynosiła 19 osób/km² (wśród 2044 gmin Burgundii Arces-Dilo plasuje się na 449. miejscu pod względem liczby ludności, natomiast pod względem powierzchni na miejscu 235.).